# 塩鉄使
塩鉄使（えんてつし）とは、中国の唐代または宋代において、塩の専売を司った財務官。

## 設置
8世紀中盤ごろ、安史の乱が終息し、財政危機に見舞われた唐は塩池・塩井の掌握・管理、海塩の専売といったを急速に実施した。こうした塩専売関連の政策は、当初第五琦、次いで劉晏が管理した。なかでも、第五琦は塩鉄使として、乾元元年（758年）に塩法を改革しその後に就任した劉晏により、後世に多大な影響を与えた「劉晏の塩法」が創始される。政策の重要なポイントは、専売塩を塩商に販売し、塩商の活動に任せるというもので、塩鉄使の管轄区域内では塩の運搬と販売を自由に行なわせたことであった。
その後、唐では戸部・度支・塩鉄の三司が財務官庁の中枢として機能し、五代から宋にかけてこれらが統合されて三司使が設置された。神宗主導の政治改革である元豊の改革における官制改革によって塩鉄司は廃止され、塩専売は宰相の所管となった。